# باتريسيا يونغ
باتريسيا يونغ هي كاتِبة وشاعرة كندية، ولدت في 1954 في فيكتوريا في كندا.